# De Piepermolen
De Piepermolen (of Molen van Pieper) is een windmolen aan de Rekkenseweg in Rekken, in de Gelderse gemeente Berkelland. Deze stenen beltmolen is gebouwd in 1796. Nadat in 1940 het wiekenkruis tijdens een storm van de molen brak, is de romp gedurende dertig jaar in een steeds meer vervallen staat geraakt. In 1970 werd de Piepermolen echter gerestaureerd, waarbij delen van onttakelde en gesloopte molens werden gebruikt. De naam ontleent de molen aan de familienaam van de eigenaars tussen 1907 en 1965.
De vorm van de Piepermolen is bijzonder: de onderste twee meter is cilindrisch, waarna het verloop naar boven toe sterk getailleerd conisch is opgemetseld. Het gevlucht is Oudhollands en de molen is ingericht met twee koppel maalstenen, waarmee op vrijwillige basis veevoer wordt gemalen.
De molen is eigendom van de Stichting Eibergse Molens en is op zaterdagmiddag te bezoeken.

## Foto's

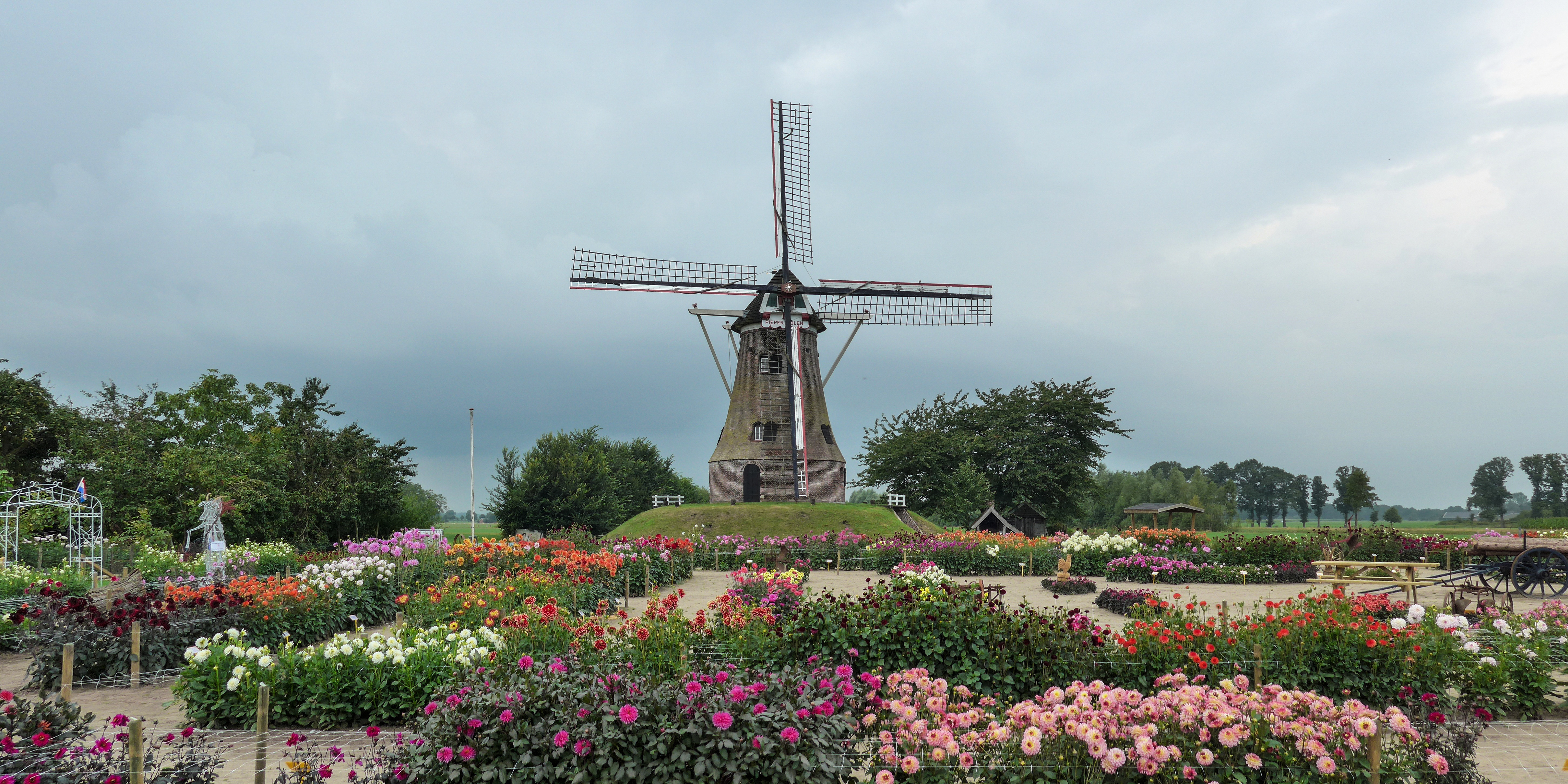
Piepermolen